# Acidente nuclear de Mihama

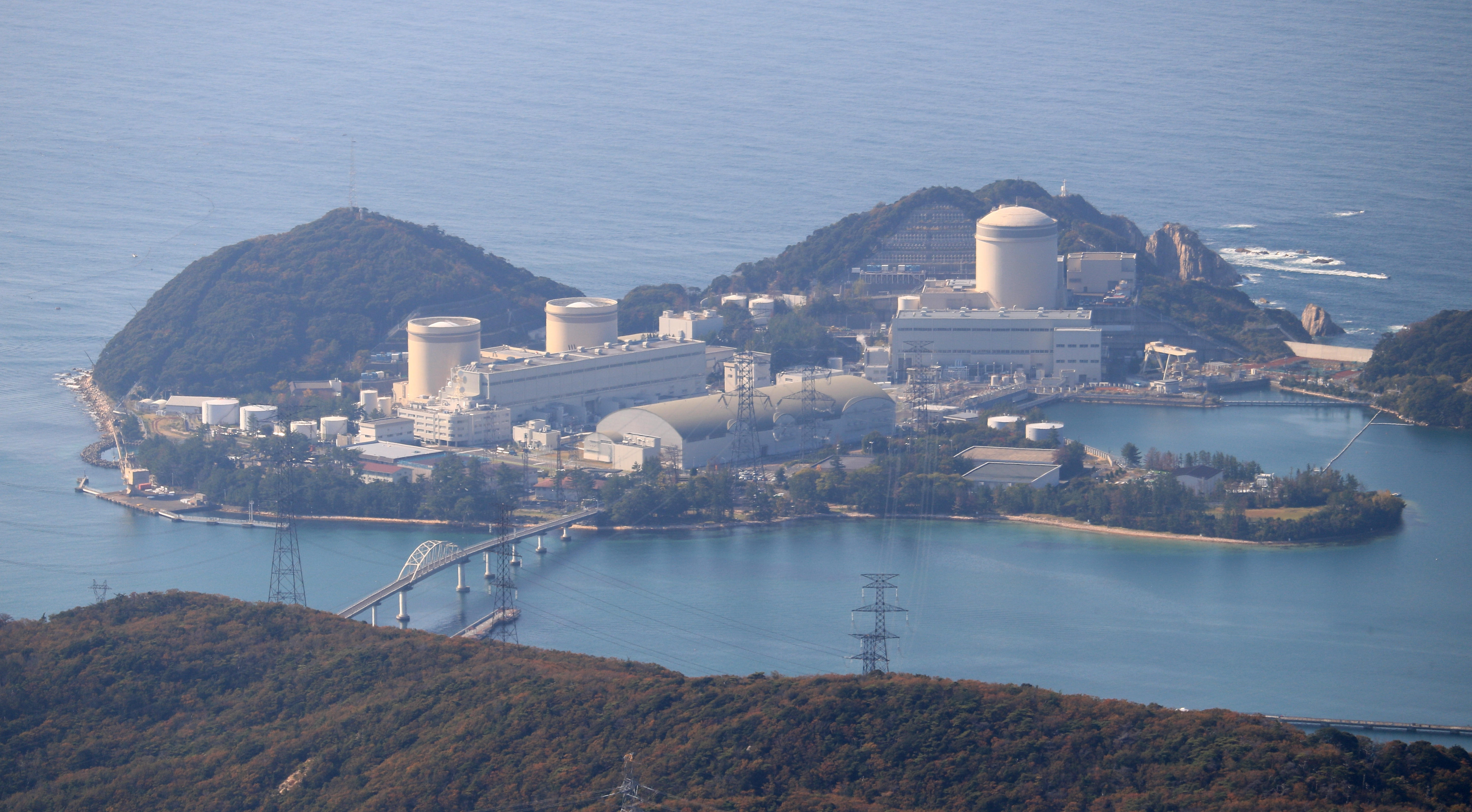
Imagem da central nuclear

O acidente nuclear de Mihama foi um acidente nuclear ocorrido em 9 de agosto de 2004 na central nuclear de Mihama, no Japão, que causou cinco mortes e ferimentos graves em seis outras pessoas, todos empregados da central nuclear. As vítimas foram atingidas por escape de vapor não radioativo. É o acidente mais mortífero da agitada história nuclear do Japão.

## O reator
O reator Mihama-3, tipo de reator e turbinas Westinghouse, entrou serviço comercial em 1 de dezembro de 1976, 28 anos atrás, produz 826 megawatt (brutos),construído pela Mitsubishi Heavy Industries.  
Os reatores de Mihama equiparam as primeiras centrais nucleares construídas pela Kansai Electric, sendo reatores a água pressurizada, 826 MW eletronominais de saída, 2440 MW nominais de produção térmica.

## Data Local e Hora
O acidente aconteceu na cidade de Mihama/Fukui a 200 milhas de Tóquio, em 9 de agosto de 2004 às 15:28 horas.

## Vitimas
No momento do acidente havia 221 trabalhadores em serviço no interior do edifício, envolvido em atividades preparatórias agendadas para uma inspeção periódica do aparelho. 
Dos sete feridos, três ficaram gravemente feridos e um posteriormente faleceu elevando o total de cinco mortes.

## Causa
Um tubo que transportava água fervente e vapor sobre aquecido estava perigosamente corroído e se rompeu (tubagem de baixa pressão que alimentava do aquecedor do reator) próximo do limite máximo no segundo andar do edifício. 
Os funcionários disseram que a água fervente e o vapor sobre aquecido, que fluía do cano roto tinha uma temperatura de aproximadamente 142ºC. 
Foi causada por não ter uma suficiente refrigeração, que foi detetada em uma inspeção em 1996, apesar de um aviso no ano passado que se tratava de uma ameaça de segurança, afirmado pelo operador da fábrica 
A ruptura foi determinada visualmente por ser uma significativa abertura de cerca de 500 mm de largura em um segmento do tubo. O cano de cerca de 560 mm de diâmetro, com um muro de cerca de 10 mm de espessura.

## Revisão do reator
Se(c)ções de inspeção no último tubo foram verificadas em 1996, “Esta seguro” disse Koji Ebisuzaki, chefe de controle de qualidade da Kansai Eletric. 
Akira Kokado gerente da Kansai Electric, disse que empreiteiros contratados para realizar inspeções em 2003, notificaram que a refrigeração foi atrasada por um tubo profundo de segurança. 
Estava agendada uma ecografia de inspeção no tubo em 14 de agosto – próximo sábado depois do acidente – “Nós pensávamos que poderíamos atrasar os controles até esse mês, não esperávamos que a corrosão se difundisse tão rápido” disse Kokado.
Apesar de o tubo ter originalmente 0,6 polegadas de espessura, os tubos tinham a erosão tão finas quanto 0,4 polegadas há 28 anos desde que foi construída em 1976

## Produtos que escaparam
A investigação lançada sobre a causa diz que não houve impactos radioativos sobre o meio ambiente, confirmados pelos funcionários do local.

## Relatórios Periciais
De acordo com a Agência de Segurança Nuclear e Indústrias do Japão (NISA) a ruptura foi de 560 milímetros, e a parede do tubo desgastada no local da ruptura foi de 10 milímetros (394 milésimos).
A NISA classificou o evento em “0+” na Escala Internacional de Eventos Nucleares (INES) e relatou a ocorrência imediatamente à AIEA
O alarme de alerta do reator 3ª-SG, foi ativado devido a um desequilíbrio na quantidade de sua alimentação de vapor. O reator desativou-se e em seguida as turbinas automaticamente durante a operação de saída constante termo-nominal do Mihama-3.
Na esteira de encerramento do reator, uma turbina auxiliar propulsora de alimentação foi automaticamente ativada para continuar alimentando a água do SGS e evitar uma nova anormalidade na planta.
A NISA direcionou quatro empresas de energia elétrica que inspecionam centrais elétricas semelhantes a Mihama-3, para relatar as inspeções dos tubos no circuito secundário de doze centrais nucleares japonesas. O relatório, citando funcionários não identificados, disse que os testes das plantas seria temporariamente encerradas. 
O órgão Broadcasting Corporation, relatou que a policia da província de Fukui deu início a uma investigação sobre uma acusação de negligencia profissional, resultado em feridos e mortes.

## Outras usinas do Japão
Várias grandes empresas de geração de energia já foram atingidas com alegadas violações de segurança em seus reatores, minando a fé pública e deixando o programa de energia nuclear do Japão no limbo.
Com a suspeita de negligencia profissional, o acidente de Mihama levantou preocupações sobre a segurança de outras 52 centrais nucleares no Japão, que abastecem cerca de um terço da eletricidade do país.
O acidente mortal japonês anterior foi em uma central nuclear em 1967, com um incêndio na fábrica de Ibaraki (a norte de Tóquio), porém não houve fugas de radiação.
Depois do acidente em Tokaimura, nordeste de Tóquio, no dia 30 de setembro de 1999, que dois trabalhadores mal treinados morreram em uma fuga radioativa, causada por eles mesmos que tentaram ganhar tempo através da mistura de quantidades excessivas de urânio, em vez de usar os baldes mecânicos e os tanques especiais ficou claro que o acidente possa afetar o funcionamento de outras centrais nucleares no Japão. “A NISA considerou um apelo para inspecionar todas as instalações de tubos de refrigeração”, disse um porta-voz.
O Japão entrou com uma licitação para sediar a primeira fusão nuclear de grande escala do mundo a 12000 milhões de dólares, com um reator termo nuclear experimental internacional. Mas os patrocinadores do projeto – a União Europeia, os Estados Unidos, a Rússia, o Japão, a Coreia do sul e a China – permaneceram bloqueados a respeito de construir no Japão ou França, depois das mortes em Mihama.